# Jalgaon Jamod
Jalgaon Jamod är en ort i Indien.   Den ligger i distriktet Buldana och delstaten Maharashtra, i den centrala delen av landet, 800 km söder om huvudstaden New Delhi. Jalgaon Jamod ligger 309 meter över havet och antalet invånare är 27 794.
Terrängen runt Jalgaon Jamod är huvudsakligen platt, men norrut är den kuperad. Terrängen runt Jalgaon Jamod sluttar söderut. Runt Jalgaon Jamod är det tätbefolkat, med 276 invånare per kvadratkilometer. Det finns inga andra samhällen i närheten. Trakten runt Jalgaon Jamod består till största delen av jordbruksmark.